# Municipio de Manistique
El municipio de Manistique (en inglés: Manistique Township) es un municipio ubicado en el condado de Schoolcraft en el estado estadounidense de Míchigan. En el año 2010 tenía una población de 1095 habitantes y una densidad poblacional de 2,75 personas por km².

## Geografía
El municipio de Manistique se encuentra ubicado en las coordenadas 46°7′54″N 86°9′12″O / 46.13167, -86.15333. Según la Oficina del Censo de los Estados Unidos, el municipio tiene una superficie total de 398.06 km², de la cual 386,79 km² corresponden a tierra firme y (2,83 %) 11,27 km² es agua.

## Demografía
Según el censo de 2010, había 1095 personas residiendo en el municipio de Manistique. La densidad de población era de 2,75 hab./km². De los 1095 habitantes, el municipio de Manistique estaba compuesto por el 80,27 % blancos, el 0,09 % eran afroamericanos, el 14,79 % eran amerindios, el 0,09 % eran de otras razas y el 4,75 % eran de una mezcla de razas. Del total de la población el 0,37 % eran hispanos o latinos de cualquier raza.